# Centro de Informação Europe Direct do Alto Alentejo
O Centro de Informação Europe Direct do Alto Alentejo, a funcionar desde inícios de 2005 nas instalações da Escola Superior Agrária de Elvas/IPP, foi criado ao abrigo de uma convenção entre esta entidade e a Comissão Europeia, surgindo no seguimento do anterior Centro de Informação e Animação Rural do Alto Alentejo – CIARA, organismo com uma política de difusão de informação mais direccionada para o mundo rural e que funcionou no mesmo espaço até 2005.
Os Centros Europe Direct pertencem à REDE EUROPE DIRECT da União Europeia, destinada a divulgar junto da população toda a informação comunitária pertinente para o seu desenvolvimento. Estes organismos estão distribuídos por toda a Europa, sendo cada um responsável por uma determinada região.
O Centro de Informação Europe Direct do Alto Alentejo actua nos concelhos do Distrito de Portalegre.
No âmbito da sua actividade desempenha um papel activo junto da população na medida em que procura fomentar o espírito empreendedor dos diversos agentes locais através da divulgação de informação relativa a políticas comunitárias e programas com impacto na região. Outro dos seus objectivos consiste em incentivar o diálogo entre os diferentes agentes e organismos da comunidade onde se insere com vista a criar uma maior interacção na descoberta de novas possibilidades de desenvolvimento.